# Och-eliminering
Och-eliminering, även benämnd S-regeln (från eng. Simplification), är en slutledningsregel inom satslogiken. Regeln kan formellt skrivas:
{\displaystyle {\frac {P\land Q}{\therefore P}}}
eller
{\displaystyle {\frac {P\land Q}{\therefore Q}}}
vilket betyder att man från två premisser, vilka förenas av en konjunktion, kan sluta sig till den ena eller den andra premissen.
Exempel: Från Solen lyser och Vågorna glittrar, följer slutsatsen Vågorna glittrar.
Formellt kan regeln även skrivas:
{\displaystyle (P\land Q)\vdash P}
eller
{\displaystyle (P\land Q)\vdash Q}  där {\displaystyle \vdash } betyder satslogisk konsekvens.
Regeln uttryckt som en tautologi eller ett teorem i satslogiken skrivs:
{\displaystyle (P\land Q)\to P}
och
{\displaystyle (P\land Q)\to Q}